# Anomala windrathi
Anomala windrathi är en skalbaggsart som beskrevs av Nonfried 1891. Anomala windrathi ingår i släktet Anomala och familjen Rutelidae. Inga underarter finns listade i Catalogue of Life.